# Brachypelma smith
Brachypelma smith или Eurypelma smithi или Euathlus smithi (срп. мексичка црвеноколена тарантула, енгл. Mexican redknee tarantula) арахнида је из реда Araneae (пауци).

## Угроженост
Ова врста је на нижем степену опасности од изумирања, и сматра се скоро угроженим таксоном.

## Распрострањење
Ареал врсте је ограничен на једну државу. 
Мексико је једино познато природно станиште врсте.